# Genoa City (Wisconsin)
Genoa City és una població dels Estats Units a l'estat de Wisconsin. Segons el cens del 2000 tenia 1.949 habitants.

## Demografia
Segons el cens del 2000, Genoa City tenia 1.949 habitants, 674 habitatges, i 512 famílies. La densitat de població era de 337,4 habitants per km².
Dels 674 habitatges en un 48,2% hi vivien nens de menys de 18 anys, en un 60,7% hi vivien parelles casades, en un 11% dones solteres, i en un 23,9% no eren unitats familiars. En el 19,7% dels habitatges hi vivien persones soles el 4,3% de les quals corresponia a persones de 65 anys o més que vivien soles. El nombre mitjà de persones vivint en cada habitatge era de 2,87 i el nombre mitjà de persones que vivien en cada família era de 3,3.
Per edats la població es repartia de la següent manera: un 34% tenia menys de 18 anys, un 7,1% entre 18 i 24, un 35,8% entre 25 i 44, un 15,7% de 45 a 60 i un 7,4% 65 anys o més.
L'edat mediana era de 30 anys. Per cada 100 dones de 18 o més anys hi havia 98,3 homes.
La renda mediana per habitatge era de 49.338 $ i la renda mediana per família de 56.298 $. Els homes tenien una renda mediana de 39.890 $ mentre que les dones 24.671 $. La renda per capita de la població era de 18.044 $. Aproximadament el 3,7% de les famílies i el 4,4% de la població estaven per davall del llindar de pobresa.

## Poblacions més properes
El següent diagrama mostra les poblacions més properes.